# Пропускання
Пропуска́ння — фізичне явище проходження випромінення крізь середовище без зміни довжини його хвилі. Пропускання може бути направленим, направленно-розсіяним і рівномірно розсіяним (рівномірно дифузним). Коефіцієнт пропускання τ дорівнює відношенню випромінювання, що пройшло через поверхню, до випромінювання, що впало на поверхню. Наприклад, коефіцієнт пропускання скла становить 90—92 %, білого матового пластику — 40—60 %.